# 용인 나들목
용인 나들목(Yongin IC)은 경기도 용인시 처인구 유방동에 설치된 영동고속도로의 17번 교차로이다. 국도 제45호선을 통해 용인시내 및 포곡읍, 모현읍 등지로 진출할 수 있다.

## 연혁
- 1971년 12월 1일 : 영동고속도로 용인 ~ 새말 구간 개통에 따라 영업 개시[1]
- 1995년 4월 1일 : 1996년 12월까지 나들목 접속부 입체화 공사로 인해 경기도 용인군 용인읍 유방리 240m 구간을 400m로 도로구역 변경[2]
- 1996년 3월 16일 : 1996년 12월까지 나들목 접속부 입체화 공사로 인해 경기도 용인군 용인읍 유방리 214m 구간을 300m로 도로구역 변경[3]
- 2003년 1월 22일 : 용인시 도시계획시설 교통광장에 유방동 일원을 용인 나들목으로 고시[4]
- 2006년 9월 6일 : 나들목 개량을 위해 용인시 도시계획시설 교통광장 변경[5][6]

## 구조물 정보
- 위치: 경기도 용인시 처인구 유방동
- 영업소: 경기도 용인시 처인구 백옥대로 1401-9 (유방동)

## 접속하는 도로
- 국도 제45호선 (백옥대로)
- 포곡로

## 교통량 정보
| 요금소        | 통행량 (대/일) | 통행량 (대/일) | 통행량 (대/일) | 통행량 (대/일) | 통행량 (대/일) | 통행량 (대/일) | 통행량 (대/일) | 통행량 (대/일) | 통행량 (대/일) | 통행량 (대/일) | 각주  |
| 요금소        | 2001년         | 2002년         | 2003년         | 2004년         | 2005년         | 2006년         | 2007년         | 2008년         | 2009년         | 2010년         | 각주  |
| ------------- | -------------- | -------------- | -------------- | -------------- | -------------- | -------------- | -------------- | -------------- | -------------- | -------------- | ----- |
| 용인 (폐쇄식) | 13,045         | 14,190         | 15,175         | 15,306         | 14,998         | 14,374         | 13,681         | 12,972         | 12,540         | 12,200         | [ 7 ] |
| 요금소        | 2011년         | 2012년         | 2013년         | 2014년         | 2015년         | 2016년         | 2017년         | 2018년         | 2019년         |                | [ 7 ] |
| 용인 (폐쇄식) | 14,187         | 15,039         | 15,543         | 16,463         | 17,776         | 19,044         | 19,514         | 19,661         | 17,236         |                | [ 7 ] |

## 사진

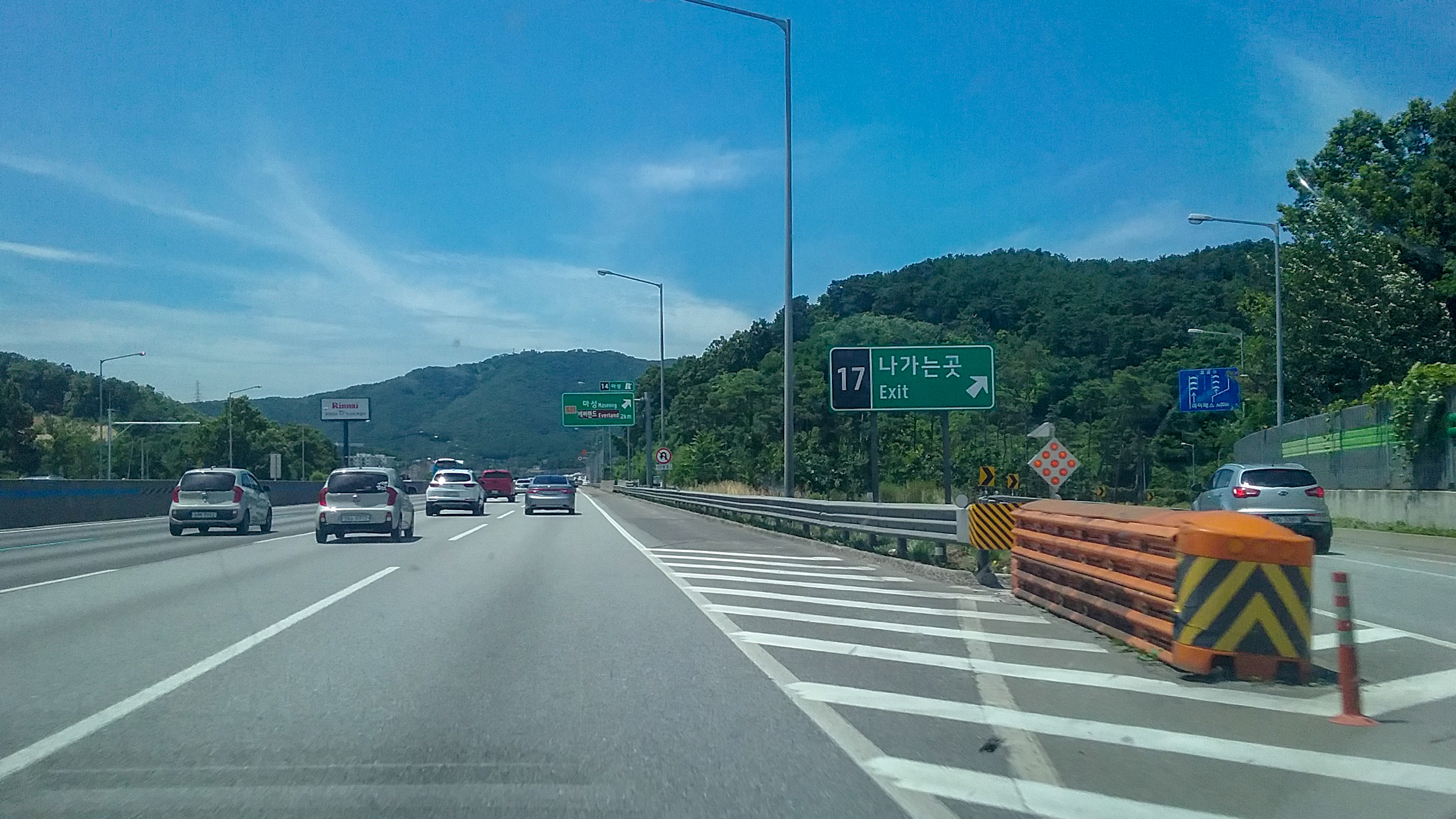
출구(상행)
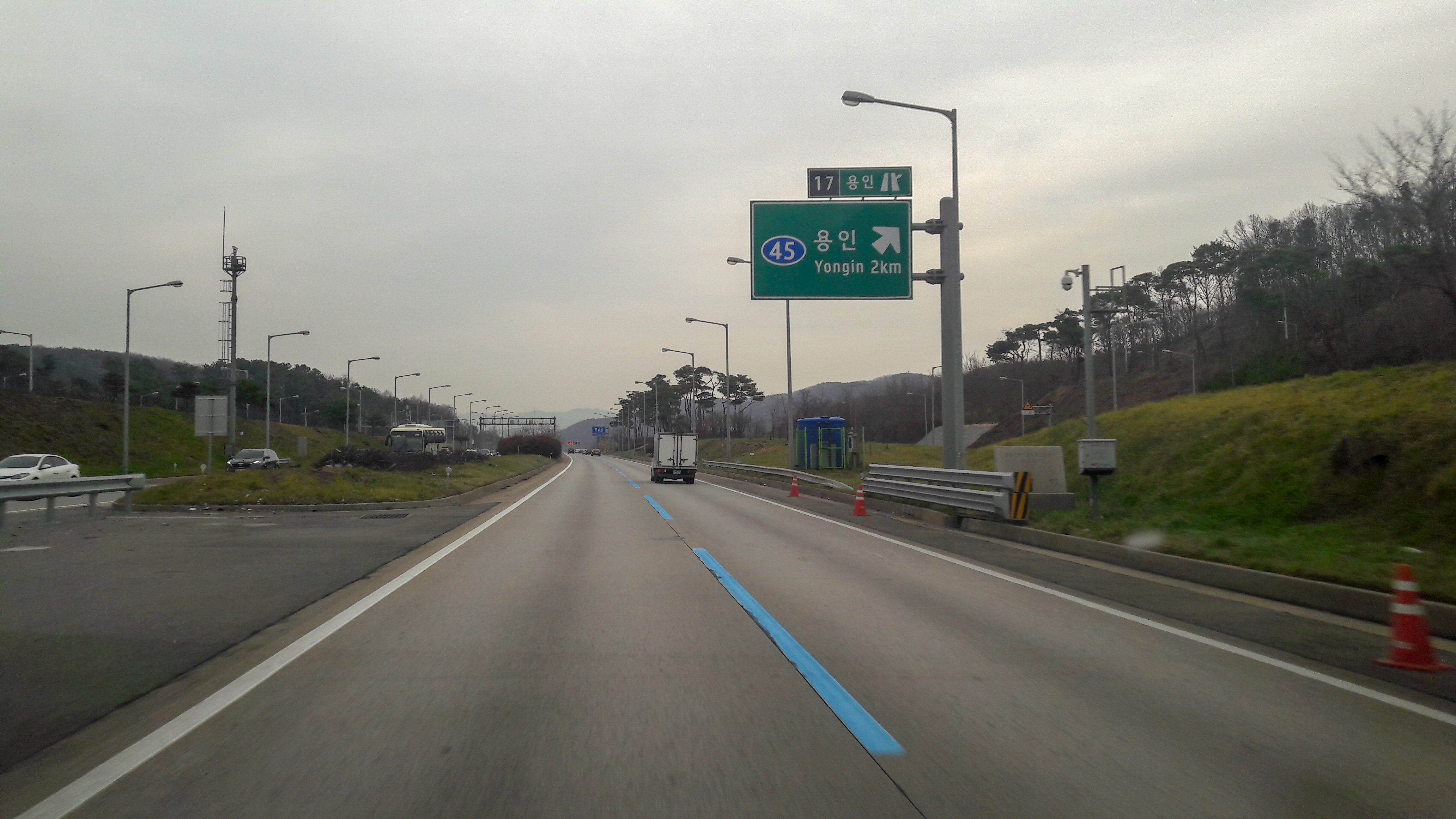
2km 표지판(하행)